# Riseup
Riseup (с англ. — «Подниматься») — волонтёрское объединение, которое предоставляет безопасные электронную почту, списки адресов электронной почты, службу VPN , онлайн-чат и другие онлайн-сервисы. Эта организация была основана активистами в Сиэтле с одолжённым оборудованием и несколькими пользователями в 1999 или 2000 годах и быстро разрослась до миллионов аккаунтов.
По состоянию на 2013 год у Riseup 6 миллионов подписчиков, распределённых по 14 000 списков.

## Продукты
Riseup предоставляет продукты для обеспечения безопасной связи, включая использование надёжного шифрования, служб анонимизации и минимального хранения данных, которые предназначены для частных лиц, некоммерческих организаций и групп активистов. Двумя наиболее популярными функциями Riseup являются безопасная электронная почта, ориентированная на конфиденциальность и услуги управления списками рассылки.
Служба электронной почты доступна через IMAP, POP3 и веб-интерфейс. Веб-интерфейс представляет собой вариант Roundcube или SquirrelMail.
По словам Кейт Краусс из Technical.ly в апреле 2017 года, «rRseup — это известная этическая некоммерческая организация», и «Riseup VPN не регистрирует ваш IP-адрес, в отличие от большинства других VPN». В 2012 году, обсуждая атаку на разработанную Microsoft схему аутентификации, которая позволяет легко взломать шифрование, используемое сотнями служб анонимности и безопасности, Мокси Марлинспайк, обнародовавший атаку, сказал, что услуги VPN, предлагаемые riseup.net более надёжнее, и упомянул то, что от имени одного пользователя был выбран пароль из 21 символа, в котором использовалась комбинация из 96 различных цифр, символов, букв верхнего и нижнего регистра, чтобы противостоять таким атакам.

## Юридическая информация
Сообщалось, что в 2011 году Riseup была единственной из нескольких вызванных в суд групп, которая сопротивлялась повесткам в суд, связанным с протестами Bash Back 2008 года.
В 2014 году Riseup Network была одним из нескольких истцов против GCHQ в международном суде. Девин Териот-Орр из Riseup.net сказал: «Люди имеют фундаментальное право общаться друг с другом без всеобщего государственного надзора. Право общаться и возможность делать это тайно имеют важное значение для открытого обмена идеями. что является краеугольным камнем свободного общества».
В декабре 2014 года судья в Испании частично оправдал продление содержания под стражей семи предполагаемых активистов- анархистов, сославшись на использование ими «крайних мер безопасности», таких как служба электронной почты Riseup. Поступок судьи подвергся критике со стороны Electronic Frontier Foundation (EFF).
В 2014 году конференция Google I/O была сорвана протестами. Протест снаружи возглавили Флетс и Эрин МакЭлрой из Riseup.net и Проекта по картированию против выселения.

## Свидетельство канарейки
В середине ноября 2016 года на странице свидетельства канарейки Riseup появилась необъяснимая скрытая ошибка, и они не ответили на запросы об обновлении, что заставило некоторых поверить, что коллектив стал целью приказа о неразглашении информации. 16 февраля 2017 года коллектив Riseup сообщил, что не смог обновить свидетельство из-за двух запечатанных ордеров ФБР, которые сделали невозможным законное обновление их canary. Два запечатанных ордера касались публичного контакта с международной сетью распределённых атак типа «отказ в обслуживании», а также учётной записи, использующей программы-вымогатели для финансового вымогательства у людей. Решение обнародовать информацию о пользователях подверглось критике в хакерском сообществе. «Канарейка» с тех пор была обновлена, но больше не сообщает об отсутствии приказов о неразглашении информации.